# Lomaptera gilnicki
Lomaptera gilnicki är en skalbaggsart som beskrevs av Ernst Gustav Kraatz 1885. Lomaptera gilnicki ingår i släktet Lomaptera och familjen Cetoniidae.

## Underarter
Arten delas in i följande underarter:
- L. g. podicalis
- L. g. aroana